# 显学
显学通常是指与现实联系密切，引起社会广泛关注，或者在思想学术界占统治地位的学说，也就是主流學說，在各時代的主流學說有些許不同，在先秦思想史中特指儒家、墨家这两种学说。有时也指在整个中国思想史上占重要地位的儒、道、佛三家。
显学一词最早出于《韩非子·显学篇》：“世之显学，儒墨也。”战国时期，正是中国古代社会从封建到中央集权的大转型时期，经济、政治、思想文化都在激烈而又复杂的变化。当时周王室衰落，各国诸侯为了争霸，极力招揽人才，寻求增强本国实力，取得霸权的方法。当时的思想言论空前自由，是中国思想、学术发展的黄金时期。这个时期，涌现出一大批思想家，他们对社会变革发表不同的主张，希望自己的学说能被当权者采纳，史称「百家争鸣」。其中较有影响的有，儒家、法家、墨家、纵横家、道家。战国初期，楊學（道家的偏激派）與墨家極盛，孟子有曰：「楊朱、墨翟之言盈天下，天下之言，不歸於楊，即歸墨。」而後又形成儒、楊、墨三派鼎峙，孟子又曰：「逃墨必歸於楊，逃楊必歸於儒。」自孟子至韓非，楊日衰而墨日盛，遂由三派鼎立轉為儒墨平分天下。